# Pemba armata
Pemba armata är en insektsart som beskrevs av Walker, F. 1870. Pemba armata ingår i släktet Pemba och familjen vårtbitare. Inga underarter finns listade i Catalogue of Life.